# نیکیتا لوبینتسف
نیکیتا لوبینتسف (روسی: Никита Константинович Лобинцев؛ زادهٔ ۲۱ نوامبر ۱۹۸۸) یک شناگر اهل روسیه است.
از افتخارات وی می‌توان به کسب مدال نقره ۴×۲۰۰ متر آزاد امدادی در بازی‌های المپیک تابستانی ۲۰۰۸ و مدال برنز ۴×۱۰۰ متر آزاد امدادی در بازی‌های المپیک تابستانی ۲۰۱۲ اشاره کرد.